# 相賀町
相賀町（おうがちょう、あいがちょう）は三重県北牟婁郡にあった町。現在の紀北町の南西端にあたる。本項では町制前の名称である相賀村（おうがむら）についても述べる。

## 地理
- 海洋：尾鷲湾
- 山岳：高丸山、天狗倉山、便石山、橡山、樫山、堂倉山
- 河川：船津川、銚子川

## 歴史
- 1889年（明治22年）4月1日 - 町村制の施行により、相賀村・小山浦・便ノ山村の区域をもって相賀村が発足。
- 1928年（昭和3年）11月3日 - 相賀村が町制施行して相賀町となる。
- 1931年（昭和6年）10月 - 大雨による出水。住民ら20人余が死亡[1]。
- 1934年（昭和9年）9月1日 - 相賀町（おうがちょう）が改称して相賀町（あいがちょう）となる。
- 1954年（昭和29年）8月1日 - 引本町・船津村・桂城村と合併して海山町が発足。同日相賀町廃止。

## 交通

### 鉄道路線
- 日本国有鉄道
  - 紀勢東線（現・紀勢本線）
    - 相賀駅

### 道路
- 国道170号（現・国道42号）

現在は旧町域に紀勢自動車道の海山インターチェンジが所在するが、当時は未開通。